# Wituland

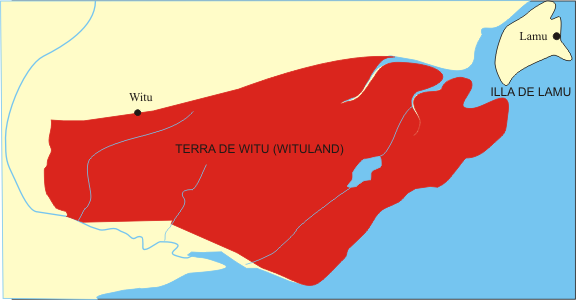
Mapa

Witu o Wituland fou un soldanat independent i absorbit successivament pel Companyia Alemanya de l'Àfrica Oriental i el protectorat de l'Àfrica Oriental Britànica, amb una superfície d'uns 3.000 km, entre la ciutat de Witu i la costa. L'illa de Lamu era a la costa nord-est del territori, el qual estava banyat per la mar per la part oriental i sud-oriental; la part occidental i sud-occidental (amb la desembocadura del riu Tana) era propera al riu Tana encara que el límit no era el mateix riu.

## Història
Al segle xvii a l'illa de Pate, hi governava Fumo Shah Ali, sota dependència de l'imam de Mascat. El seu net i successor Bwana Tama Mku, vers el 1786-1787 reconeixia altre cop la sobirania de Mascat però es va independitzar. El 1848 els àrabs de Zanzibar van voler dominar tota la costa i el sultà Mohammed de Pate va abandonar l'illa i es va establir a Kau, al continent; el 1858 Ahmad ben Fumo Lati, successor de Mohammed, va enfrontar altre cop a les forces de Zanzibar i es va retirar cap a l'interior, a Witu, fundant el soldanat. La seva dinastia es va dir Nabahan. Witu fou refugi per esclaus que havien fugit del soldanat de Zanzibar, i objecte d'atacs per part d'aquest soldanat. El 1867 Ahmad va demanar el protectorat de Prússia a l'explorador Richard Brenner, però Prússia no estava interessada en l'afer.
El 1885 els germans alemanys Clemens i Gustav Denhardt, al front de la Companyia de Tana des de 1878, van signar un tractat amb el sultà Ahmad ben Fumo Lati, que el 8 d'abril de 1885 va cedir uns 65 km² de territori a la companyia. Bismarck va enviar el vaixell SMS Gneisenau al riu Tana on un destacament de 3 oficials i 30 soldats va arribar a Witu i va establir el protectorat alemany el dia 27 de maig de 1885 (Deutsch-Witu). Clemens Denhardt fou nomenat pel sultà ministre d'Interior i Afers Exteriors del soldanat, i uns quants soldats alemanys van quedar estacionats a Witu. L'autoritat alemanya estava representada per un resident, el primer dels quals fou Gustav Denhardt fins a l'1 de juliol de 1890). Gran Bretanya va reconèixer el protectorat el 29 d'octubre de 1886.
El 1887 els germans Denhart van fundar la Companyia Alemanya de Witu, però econòmicament van fracassar. El 1888 va morir el sultà i el va succeir el seu fill Fumo Bakari. El 1889 els alemanys, al·legant els drets de Witu, van estendre el domini nominalment fins a Kishimayu, amb l'oposició e Gran Bretanya.
Pel tractat entre Gran Bretanya i Alemanya de 1890 pel qual es bescanviava Helgoland per Zanzibar (18 de juny de 1890) el protectorat va passar als britànics (1 de juliol de 1890). Els habitants locals volien romandre sota protectorat alemany; alguns mercaders alemanys foren atacats i els britànics van haver d'enviar una expedició punitiva. El protectorat fou formalitzat el 19 de novembre de 1890 i administrativament fou transferit a la Companyia Imperial Britànica de l'Àfrica Oriental el 31 de març de 1891. Mort Bakari (1891) el va succeir el seu fill Bwana Shayk que fou deposat al cap de tres dies i escollit el seu germà Fumo Umar ben Ahmad. El sultà Fumo Umar no es va plegar a les directrius britàniques i fou deposat el 1893, deixant el càrrec vacant, però fou reposat el 7 de juliol de 1895; va governar fins a la seva mort el 29 de gener de 1923.
El 20 de juliol de 1920 el soldanat va integrar el protectorat de Kenya quan l'Àfrica Oriental Britànica va esdevenir colònia de Kenya.

## Bandera i segell de correus

Bandera

La bandera fou acordada entre el primer ministre del sultà de Zanzibar i la representació a Lamu de la Imperial British East Africa Company sent hissada per primer cop el 31 de juliol de 1893 (National Archives (PRO) ADM 116/1063D). La proporció era 37:57 amb una Unió Jack al centre de proporció 15:27.
El 1889 Witu va emetre segells de correus locals, amb inscripcions àrabs i swahili. Aquestes emissions no tenen el reconeixement internacional.

## Sultans (mfalume)
- Ahmed ben Fumo Lati 1858 - 1888
- Fumo Bakari ben Ahmad 1888 - 1891
- Bwana Shaykh ben Ahmad 1891
- Fumo Umar ben Ahmad 1891 - 1893 i 1895 - 1923